# En spjutkastares visor
En spjutkastares visor är ett album av Cornelis Vreeswijk inspelat i Helsingfors sensommaren 1980. På albumet tolkar Vreeswijk äldre finska populärmelodier av bland andra Tapio Rautavaara och Konsta Jylhä. Albumets namn kommer från Tapio Rautavaara, som vann guldmedalj i spjutkastning vid Olympiska sommarspelen 1948 i London.

## Låtlista
1. Farfars halmhatt (Tapio Rautavaara/Cornelis Vreeswijk) – 3:04
2. Den ståndaktige gossens jenka (Georg Malmstén/Cornelis Vreeswijk) – 3:50
3. Den gråtande flöjten (Oskar Merikanto/Cornelis Vreeswijk) – 3:30
4. Konstas fina vals (Konsta Jylhä/Cornelis Vreeswijk) – 2:35
5. Stopets spår (Toivo Kärki/Cornelis Vreeswijk) – 2:51
6. Kalle Tappinens samba (Georg Malmstén/Cornelis Vreeswijk) – 4:30
7. Nog finns det här i världen att sjunga (Toivo Kärki/Cornelis Vreeswijk) – 2:42
8. Solgnuttan och trollet (Reino Helismaa/Cornelis Vreeswijk) – 3:15
9. Gå på du vandringsman (Toivo Kärki/Cornelis Vreeswijk) – 2:45
10. Halta Eriksson (Tapio Rautavaara/Cornelis Vreeswijk) – 4:15
11. Luffaren och katten (Reino Helismaa/Cornelis Vreeswijk) – 3:03
12. Den blåa drömmen (Tapio Rautavaara/Cornelis Vreeswijk) – 4:22

## Medverkande musiker
- Cornelis Vreeswijk – sång, gitarr
- Juhani Aaltonen – flöjt, tenorsax
- Tom Bildo – trombon
- Markku Johansson – trumpet
- Aaro Kurkela – dragspel
- Jari Lappalainen – violin
- Jorma Ylönen – stråkar
- Olli Ahvenlahti – piano, elpiano
- Owe Gustavsson – bas
- Ilpo Kallio – trummor